# Hiroshi Jofuku
Hiroshi Jofuku (城福 浩, Jofuku Hiroshi) (Tokushima, 21 de março de 1961) é um ex-futebolista e treinador de futebol japonês que atuava como meio-campista. Atualmente comanda o Tokyo Verdy.

## Carreira de jogador
Entre 1976 e 1982, jogou futebol universitário nas equipes da Tokushima Johoku High School e da Universidade de Waseda, onde se graduou. Como atleta semiprofissional, atuou por Fujitsu (atual Kawasaki Frontale) e Aries Tokyo por uma década (1983 a 1993).

## Carreira de treinador
Após encerrar a carreira de jogador, Jofuku voltou ao Fujitsu para trabalhar na comissão técnica, fazendo sua estreia como treinador em 1996. Voltaria a comandar equipes apenas em 2005, na seleção Sub-15 do Japão, passando também pelas categorias Sub-16 e Sub-17. Em 2008, foi anunciado como novo técnico do FC Tokyo, tendo vencido a Copa da Liga Japonesa no ano seguinte, deixando a equipe após um mau desempenho na temporada 2010 (embora tivesse vencido a Copa Suruga Bank). Ficou um ano parado antes de assumir o comando do Ventforet Kofu, onde permaneceu até 2014.
Voltou ao FC Tokyo em 2016, comandando o time em 31 jogos e saindo em julho do mesmo ano. Treinou ainda o Sanfrecce Hiroshima durante 3 temporadas, levando o clube ao vice-campeonato da J-League de 2018. Sua passagem pelo Sanfre foi marcada pelo estilo defensivo, apelidado de "Jofukubol", ficando mais ofensivo em 2019, quando terminou na sexta posição
Em junho de 2022, Jofuku foi anunciado como novo técnico do Tokyo Verdy, substituindo Takafumi Hori.

## Títulos
FC Tokyo
- Copa da Liga Japonesa: 2009
- Copa do Imperador: 2010

Ventforet Kofu
- J2 League: 2012